# Terremoto de Chiapas de 2019
El terremoto de Chiapas de 2019 fue un sismo ocurrido a las 10:14:11 hora local (10:14:11 UTC) del viernes 1 de febrero de 2019, que alcanzó una magnitud de 6.7 (MW). Según el USGS, el epicentro se localizó a 40 km al sur de Ciudad Hidalgo, estado de Chiapas, en el sur de México. El sismo se ubicó a una profundidad de 62 km.
Protección Civil de Chiapas reportó que no hubo pérdidas humanas por el sismo de magnitud 6.7, pero si un lesionado además de daños a escuelas, viviendas, edificios públicos y privados.

## Daños
En México
Varias casas y edificios públicos resultaron con daños menores. El movimiento telúrico se sintió en Chiapas, Oaxaca, Tabasco, Campeche, Veracruz, Puebla, Estado de México, Guerrero y la Ciudad de México.
En Guatemala
Al menos un total de 47 escuelas resultaron con algún tipo de daño de menos a leve en Quetzaltenango, Huehuetenango y en San Marcos.
En El Salvador
La Asamblea Legislativa de El Salvador reportó ligeras cuarteaduras en paredes.Se reportaron pequeños derrumbes sobre carreteras de los departamentos de Ahuachapán, Santa Ana y Sonsonate.
En Belice
Solo se reportó un pequeño desprendimiento de rocas sobre la carretera que conecta a Guatemala.